# Цогтцецій
Цогтцецій (монг.: Цогтцэций) — сомон аймаку Умнеговь, Монголія. Площа 7 тис. км², населення 2,3 тис. чол. Центр сомону селище Баруун лежить за 670 км від Улан-Батора, за 120 км від міста Даланзадгад.

## Рельєф
Гори Іх, Бага Шанхай, Цецій, найнижча точка 1192 м. Великих річок та озер немає.

## Природа
Водяться вовки, лисиці, козулі, аргалі, дикі кози, зайці, тарбагани.

## Корисні копалини
Кам'яновугільний розріз Тавантолгой, родовища вапняку, міді, порцеляни та ін.

## Соціальна сфера
Є школа, лікарня, сфера обслуговування, туристичні бази.